# Sushltakhotthatunne
Sushltakhotthatunne, jedna od bandi Mishikhwutmetunne Indijanaca koje je nekada obitavala na gornjem toku rijeke Coquille u jugozapadnom Oregonu. Spominje ih Dorsey (u Jour. Am. Folk-lore, iii, 232, 1890) smatrajući ih gensom. Ime im znači  'people back toward the head of the stream' . 

## Vanjske poveznice
- Indian Tribe History  Arhivirana inačica izvorne stranice od 12. listopada 2009. (Wayback Machine)